# Association sportive Excelsior (Papeete)
Ne pas confondre avec l'AS Excelsior de Saint-Joseph, club réunionnais de football
L'AS Excelsior est un club de football polynésien basé à Papeete, sur l'île de Tahiti.
Le club joue ses matchs à domicile au Stade Mission, doté de 200 places.

## Histoire
Fondé en 1940, le club a remporté sept Championnats de Polynésie française et quatre Coupes de Polynésie française, la majorité dans les années 1950 et 1960.
Le club participe aussi régulièrement à la Coupe de France.

## Palmarès
- Championnat de Polynésie française (7) :
  - Vainqueur : 1952, 1956, 1957, 1959, 1960, 1986 et 1988

- Coupe de Polynésie française (4) :
  - Vainqueur : 1960, 1963, 1964, 1965
  - Finaliste : 1985